# Duitse opmars door België tijdens de Eerste Wereldoorlog
De Duitse opmars door België tijdens de Eerste Wereldoorlog, in uitvoering van een Duits Schlieffenplan voor een offensief in het westen, begon op 4 augustus 1914. De opmars en dus ook de bewegingsoorlog kwam tot stilstand op 22 november 1914. Daarop volgde een algemene loopgravenoorlog en bezetting van België. Vier jaar later kwam een eind aan de krijgsverrichtingen met een geallieerd eindoffensief en, op 11 november 1918, de wapenstilstand.

## Voorspel
In 1897 volgde Alfred von Schlieffen Waldersee op als chef van de Duitse Generale Staf. Onder zijn impuls en toezicht werd het militair – strategisch plan opgesteld dat zijn naam draagt, het Schlieffenplan. Wanneer Duitsland zou geconfronteerd worden met de dreiging van een oorlog op twee fronten moest eerst Frankrijk uitgeschakeld worden, nadien Rusland. Volgens het Schlieffenplan zouden Duitse legers oprukken doorheen Nederland, België en Luxemburg om dan, zwenkend naar het zuiden en zuidoosten, het Franse leger aan de Frans-Duitse grens te verpletteren. Dat België bij zijn ontstaan door vijf grote wereldmogendheden, waaronder Pruisen, gewaarborgde neutraliteit was opgelegd, zag Duitsland niet als een beletsel. Duitsland verwachtte dat België onder koning Leopold II vrije doortocht zou verlenen of ten hoogste symbolisch weerstand zou bieden en snel capituleren.

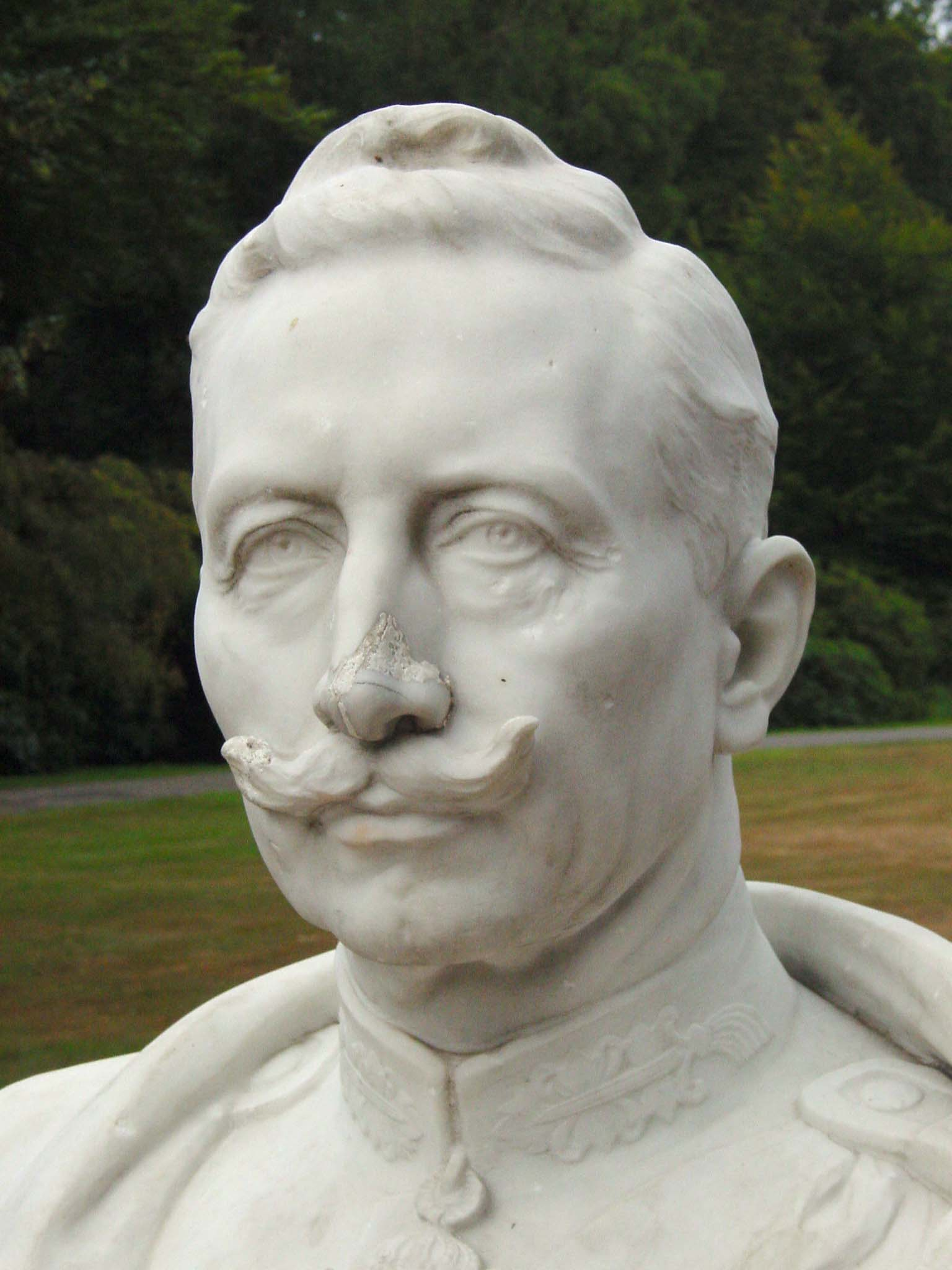
Standbeeld van keizer Wilhelm II te Doorn

In de jaren voorafgaand aan de Eerste Wereldoorlog waren in België vermoedens gerezen omtrent Duitse en Franse plannen voor een opmars doorheen België. Koning Albert I en de legerleiding drongen aan op een verhoging van militaire inspanningen. Onder leiding van regeringsleider Frans Schollaert en minister van Oorlog generaal Joseph Hellebaut werd de legerhervorming voorbereid. De persoonlijke dienstplicht, beperkt tot één zoon per gezin, werd op 1 december 1909 van kracht. De militaire dienst duurde voor de infanterie 15 maanden, voor de cavalerie 24 maanden.
De Belgische koning, in november 1913 op staatsbezoek in Berlijn, vernam daar van keizer Wilhelm II dat het rijk binnen zeer afzienbare tijd een oorlog met Frankrijk verwachtte. Verderop aan tafel hoorde hij de chef van de Duitse Generale Staf Helmuth von Moltke praten over de dwaasheid van België als dit verzet zou bieden bij een Duitse doortocht. Koning Albert besloot nogmaals naar Frankrijk en Duitsland te reizen om de Belgische neutraliteit te bepleiten en om te waarschuwen voor verzet bij oorlog tussen de twee landen. Op 28 mei 1913 voerde de Belgische minister van Oorlog, Charles de Broqueville, de veralgemeende dienstplicht in, om de legersterkte van 180.000 man naar 340.000 te verhogen. Dit getal zou echter nooit worden gehaald. De hervormingsplannen van Charles de Broqueville riepen heel wat weerstand op. Wanneer het Duits ultimatum van 2 augustus door de kroonraad verworpen was, stond niettemin gans politiek België en de ganse bevolking achter de beslissing de invaller ernstig weerstand te bieden.

## België mobiliseert
Op 23 juli 1914 kondigde de Belgische regering een gedeeltelijke en op 31 juli de algemene mobilisatie af. Het Belgische leger bestond uit een veldleger en een vestingleger en werd geleid door het “Grand Quartier Général”, in het Nederlands GHK, Groot Hoofd Kwartier. Twee andere gewapende machten, de Rijkswacht en de Burgerwacht maakten formeel geen deel uit van het leger maar zouden wel een rol spelen in de komende gebeurtenissen.

### Het Belgische leger

#### Effectieven
Het staande leger bestond uit beroepsofficieren, beroepsonderofficieren en, bij de laagste rangen, beroepsvrijwilligers en vooral dienstplichtigen. De dienstplichtigen waren tot 1909 aangeduid door loting en vanaf 1909 jongeren die aan de persoonlijke dienstplicht onderworpen waren. Na de algemene mobilisatie bedroeg de getalsterkte van het leger zowat 200.000 man: 14.000 beroepsmilitairen, dienstplichtigen in actieve dienst en wederopgeroepen dienstplichtigen. Daarbij kwamen vanaf 2 augustus 1914 ongeveer 18.000 oorlogsvrijwilligers en 18.000 manschappen van de lichting 1914 die in september opgeroepen werd. De wederopgeroepen troepen behoorden tot vijftien opeenvolgende lichtingen. De oudste lichtingen waren lotelingen, drie lichtingen waren dienstplichtigen die vielen onder de wet op de persoonlijke dienstplicht.

#### Opleiding, training en voorkomen
De aan de Koninklijke Militaire School opgeleide jonge artillerie- en genieofficieren behoorden tot de best gevormde in heel Europa. Ze waren gedreven door een groot idealisme, iets waaraan het weleens ontbrak bij de oudere generatie. In tegenstelling tot het Duitse leger kende het Belgische leger geen traditie van militaire operaties te velde. Een beperkt aantal enkelingen hadden ervaring met inzet in Afrika in koloniale situaties. De troepen werden opgeleid op de kleinere oefenpleinen bij de kazernes en uitgestrekte oefenterreinen zoals Brasschaat en Beverlo. Afgezwaaide militieklassen werden weder opgeroepen om te leren omgaan met nieuwe bewapening.
De troepen waren, naar de gewoonten van die tijd, gekleed in kleurrijke uniformen met per regiment fantasierijke hoofddeksels. Na tien weken van gevechten, bombardementen, lange marsen en ontberingen, zouden de troepen er bij hun aankomst achter de IJzer niet bepaald fraai uitzien. Ze waren amper klaar om deel te nemen aan een parade, maar ze zouden er wel de Duitse opmars definitief stoppen.

#### Grand Quartier Général
Koning Albert I nam op 2 augustus het opperbevel over het Belgische leger op zich. Hij werd bijgestaan door een aantal stafofficieren. Zijn hoofdkwartier, het GQG of Grand Quartier Général bestond uit een peloton telegrafisten, een luchtvaartcompagnie met een dertigtal vliegtuigen, een detachement gendarmerie en huishoudelijke steunelementen.

#### Het veldleger
Na mobilisatie telde het veldleger 117.000 manschappen. Het bestond uit zes legerdivisies of legerafdelingen (LA) (infanteriedivisies), één cavaleriedivisie en legertroepen. De vredestijd garnizoenen van de divisies waren onder meer in functie van de politieke situatie van België bepaald, de verplichting tot neutraliteit. De keuze hield rekening met een mogelijke bedreiging uit alle richtingen. De 1ste divisie in Gent was naar het Verenigd Koninkrijk gericht; de 2de divisie in Antwerpen naar Nederland; de 3de divisie in Luik, naar Duitsland; de 4de divisie in Namen en de 5de divisie in de streek rond Bergen naar Frankrijk. De 6de divisie en de cavalerie lagen in Brussel.
Na mobilisatie telde een Belgische legerafdeling of divisie 25.000 tot 30.000 manschappen. De cavaleriedivisie telde 4500 ruiters. Een divisie bestond uit drie of vier gemengde brigades, een regiment cavalerie, een regiment artillerie (36 mm, 75 mm en 150 mm kanonnen), een bataljon genietroepen een afdeling veldtelegrafisten, een vervoerkorps en desgevallend een detachement van de spoorwegcompagnie. Het vervoerkorps verzekerde logistieke en medische steun voor alle eenheden van de divisie. Voor elke divisie was een depot ingericht en een divisiepark met artilleriematerieel.
De gemengde brigade telde één regiment infanterie dat bij de mobilisatie in twee gesplitst werd, een mitrailleurcompagnie, een veldartilleriegroep met in totaal 12 snelvurende 75 mm kanonnen en 36 caissons en een peloton gendarmerie.

#### Het vestingleger
Het vestingleger bestond in vredestijd uit een beperkt aantal militairen die de fortengordel rond Antwerpen, de forten rond Luik en de forten rond Namen bezetten. Na mobilisatie werd het versterkt met gemobiliseerde manschappen en telde het 65.000 manschappen. Die gemobiliseerden behoorden tot de zeven oudste militieklassen van 1899 tot en met 1905. Het waren dus hoofdzakelijk lotelingen of hun plaatsvervangers die de wapensystemen in de diverse forten bemanden.

#### Bewapening en uitrusting
Het leger beschikte over 37.600 paarden, 2600 wagens en 1500 auto's. Het veldleger beschikte over 93.000 geweren, 6000 sabels, 324 kanonnen en 102 machinegeweren.
De infanterie was in reorganisatie en beschikte daardoor niet over voldoende zwaar geschut. Krupp had de bestelde – en betaalde – kanonnen niet geleverd, wat achteraf gezien maar al te logisch was. Het Belgische leger had geen zware artillerie zoals de 420 mm houwitsers van de Duitsers. Die kanonnen waren op vraag van de Duitse Generale Staf ontworpen en gebouwd als belegeringsartillerie, wat niet van pas kwam in het Belgische defensieconcept.

### De Rijkswacht
De Rijkswacht was een nationale politiemacht van 19000 man met beperkte militair-operationele mogelijkheden.

### De Burgerwacht
De burgerwacht was het geheel van stedelijke milities zonder onderlinge samenhang. De 45.000 burgerwachten behoorden tot de burgerij. De burgerwacht zou de eerste weken van de oorlog een kleine en veelal verwarrende rol spelen en op 13 oktober 1914 gedemobiliseerd worden en van elke militaire verplichting ontslagen om te vermijden dat de vijand de "Garde civique" als vrijschutters zou beschouwen.

### Het defensieplan

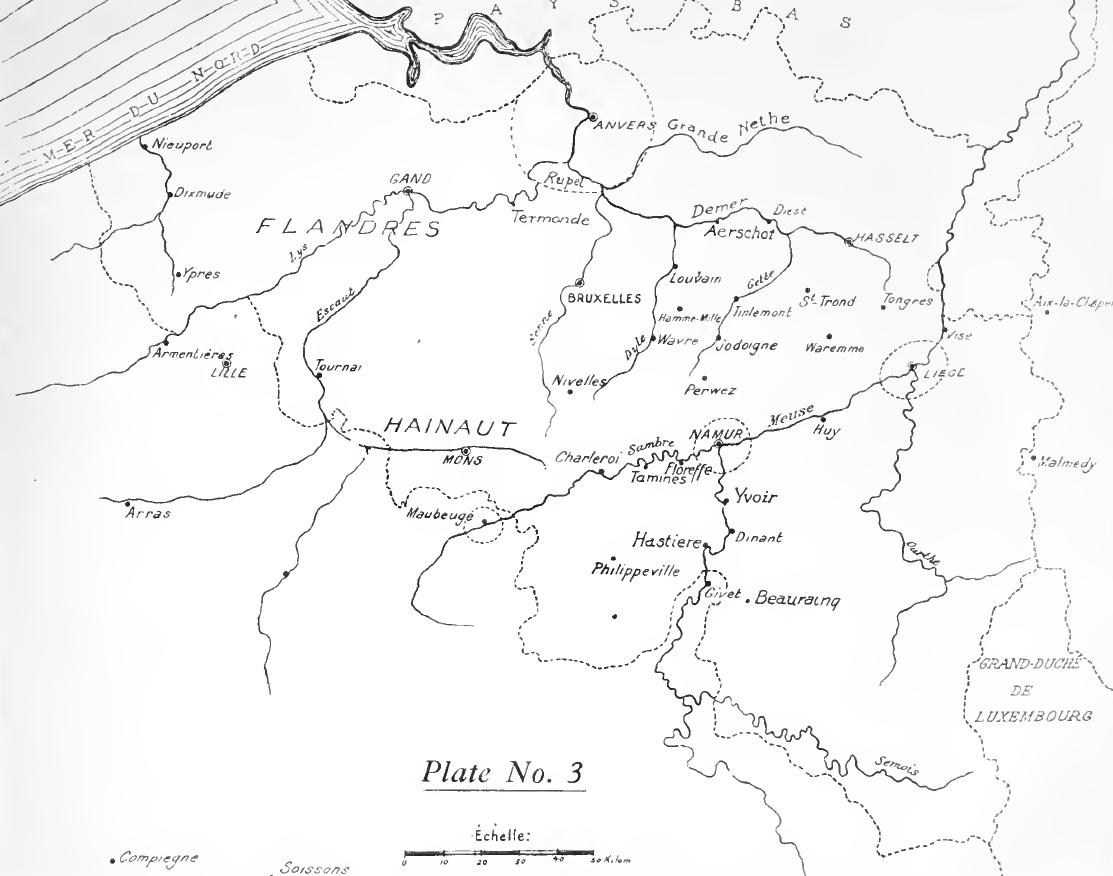
België 1914

Het defensieplan steunde op de vestingen en het veldleger. Het voorzag de vereniging van het veldleger in het centrum van het land in de vierhoek Tienen, Leuven, Waver, Perwijs. Met de vestingen Antwerpen, Luik en Namen als operatiebasissen kon het veldleger optreden in alle richtingen en de flank van een agressor aantasten van waar die ook mocht komen. Indien nodig kon het veldleger zich verschansen in de vestingstad Antwerpen, het Nationaal Reduit, in afwachting van hulp van de garanderende mogendheden.
In de zomer van 1914 was het duidelijk geworden dat de agressie uit het oosten zou komen en kon het defensieplan bijgestuurd worden. Over de opstelling van de divisies werd er in de legerleiding hevig gediscussieerd. Luitenant-generaal Selliers de Moranville wou het veldleger van bij de aanvang samentrekken binnen de vesting Antwerpen terwijl de vestingtroepen in Luik en Namen de Duitse opmars moesten belemmeren. Kolonel baron Louis de Ryckel wou daarentegen het veldleger positie laten innemen tussen de Ourthe en de Duitse grens, met later eventueel terugtrekking tot Antwerpen.
Uiteindelijk werd beslist de 3de divisie te Luik op te stellen, de 4de divisie te Namen en de vier andere infanteriedivisies tussen de Gete en de Dijle. De cavaleriedivisie tussen de Maas en de Gete zou als dekking dienen voor het veldleger wanneer Luik was gevallen.

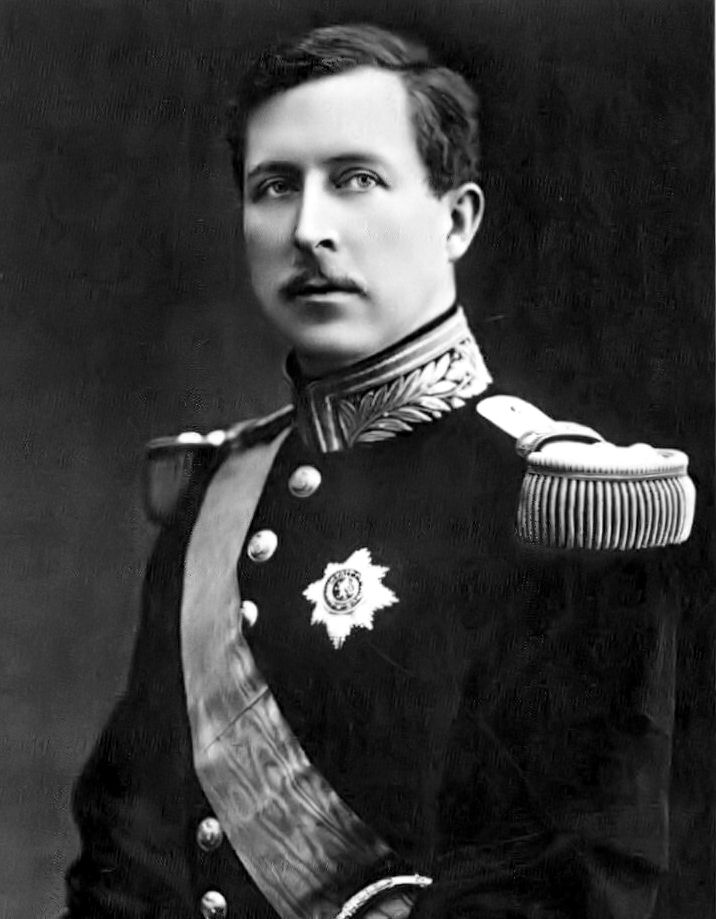
Albert I

## Duits ultimatum
Op 2 augustus 1914 schreef koning Albert I een persoonlijke brief aan de Duitse keizer, waarin hij vroeg om althans een persoonlijke verzekering dat Duitsland België niet zou binnenvallen. Wat Albert toen niet wist was dat Wilhelm II inderdaad geen voorstander was van een inval, via België, in Frankrijk. Maar Wilhelm had toen al niet veel meer in te brengen bij de besluitvorming en moest uiteindelijk, onder de grote druk van het opperbevel, toestemming geven voor de uitvoering van het Schlieffenplan. Om 19.00 uur kwam als antwoord een nota, die al dagen klaar lag op de Duitse ambassade, en een feitelijk ultimatum stelde. De nota stelde dat Frankrijk van plan was via Namen naar Duitsland op te rukken en dat België niet in staat zou zijn dat te beletten. Duitsland verzocht toestemming door België te trekken om de Franse legers tegen te houden. Zo niet zou Duitsland België als vijand behandelen. Op datzelfde moment passeerden het 3de Duitse Leger en 4de Duitse Leger reeds de Luxemburgse grens. De Luxemburgse regering had een telegram ontvangen waarin stond dat Duitsland op de hoogte was van de Franse optocht naar Luxemburg en dat Duitsland daarom uit zelfverdediging de Luxemburgse neutraliteit moest schenden.
Koning Albert I antwoordde op 3 augustus om 7 uur ‘s morgens met een weigering op de Duitse vraag vrije doortocht te verlenen. Dezelfde dag verklaarde Duitsland de oorlog aan Frankrijk.

## De opmars door België

### De inval (4 augustus)

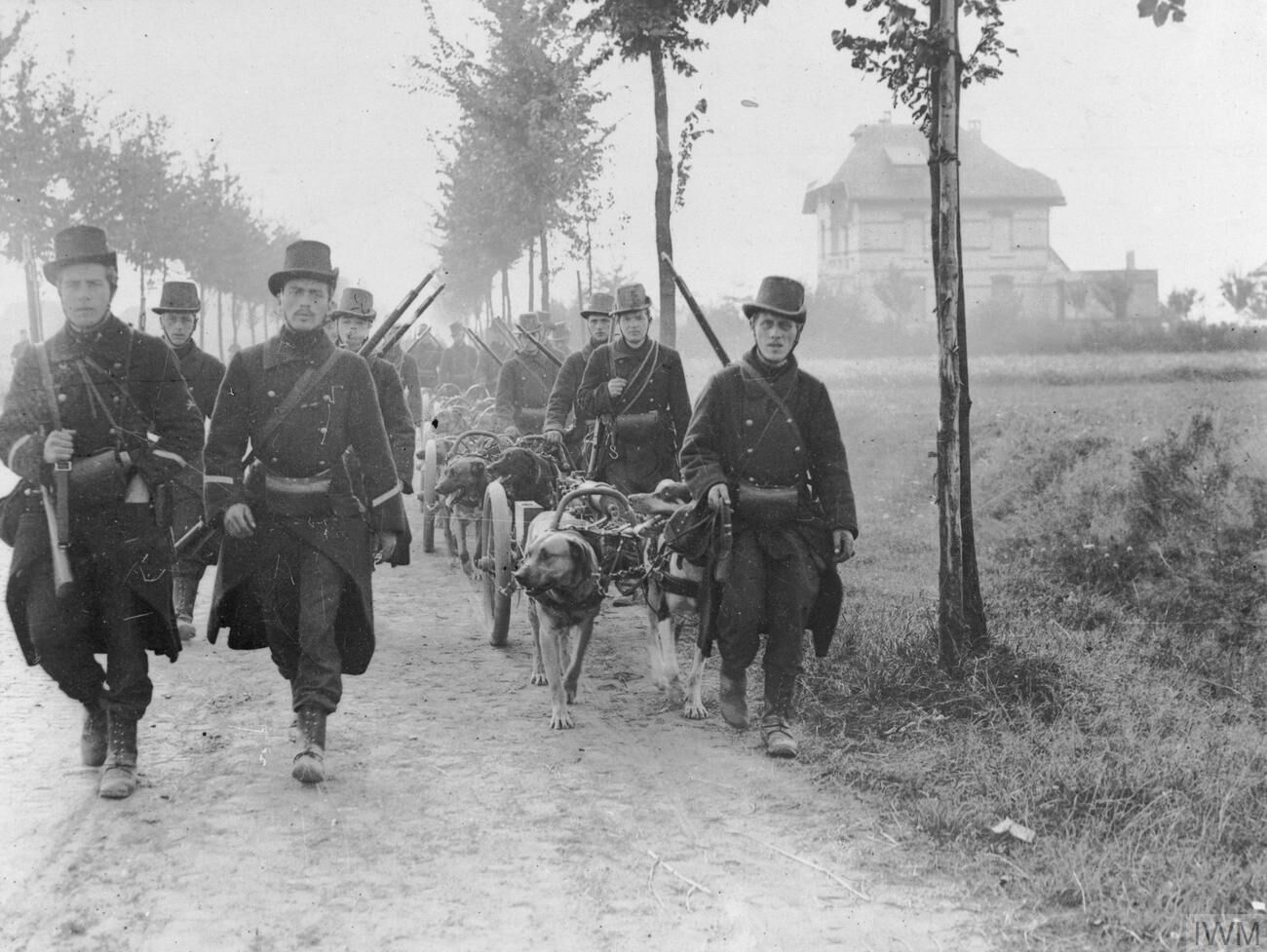
20 augustus 1914: Belgische karabiniers gewapend met geweren en door een hondenspan getrokken machinegeweren marcheren de Duitse legers tegemoet

Op dinsdag 4 augustus 1914 pas vielen het 1ste Duitse Leger onder generaal Alexander von Kluck en het 2de Duitse Leger onder generaal Karl von Bülow België binnen. Om 07.30 uur overschreden ze in Gemmenich bij het (toen nog) vierlandenpunt met Nederland, Duitsland en Neutraal Moresnet de Belgische grens. De vesting Luik, bestaande uit een cirkelvormig geheel van twaalf forten op zowat acht kilometer van de stadskern blokkeerde hun geplande opmars via Noord België naar Frankrijk.
Een speciaal samengestelde “Groepering Maas” onder leiding van generaal Otto von Emmich, van in totaal 59.800 manschappen met 166 stukken geschut en 200 machinegeweren moest de vesting bij verrassing nemen. De twaalf forten waren bemand door ongeveer 32.000 man vestingtroepen. De Belgische 3de divisie (ca. 23.000 man), de 15de brigade van de 4de divisie uit Namen, 4 infanterieregimenten, wat kleinere eenheden en 500 burgerwachten bezetten de tussenruimtes tussen de forten. Samen beschikten ze over circa 250 moderne kanonnen, een honderdtal verouderde stukken en 30 machinegeweren. Generaal Gérard Leman voerde het bevel over het geheel van de vesting Luik, de forten met de vestingtroepen en de troepen van het veldleger.
In Brussel sprak de koning om 10.00 uur het parlement toe. Hij vroeg de politieke onenigheid te negeren voor de duur van de oorlog. Er werd goedkeuring verleend voor 200 miljoen frank oorlogskredieten. 's Middags besloot de regering beroep te doen op Britse, Franse en Russische steun.
Via Homburg bereikten de Duitsers Wezet (Visé). In de nacht van 4 op 5 augustus bouwden ze een eerste pontonbrug over de Maas. Toen ze een bruggenhoofd probeerden te slaan werden ze door artillerievuur vanuit het Fort Pontisse teruggedreven.
Om 23.00 uur gebood Groot-Brittannië Duitsland in een ultimatum België te verlaten en verklaarde na weigering de oorlog aan Duitsland. De Britse Veldmaarschalk Horatio Kitchener gaf het bevel het Kanaal over te steken.

### De Strijd om Luik (5 augustus)

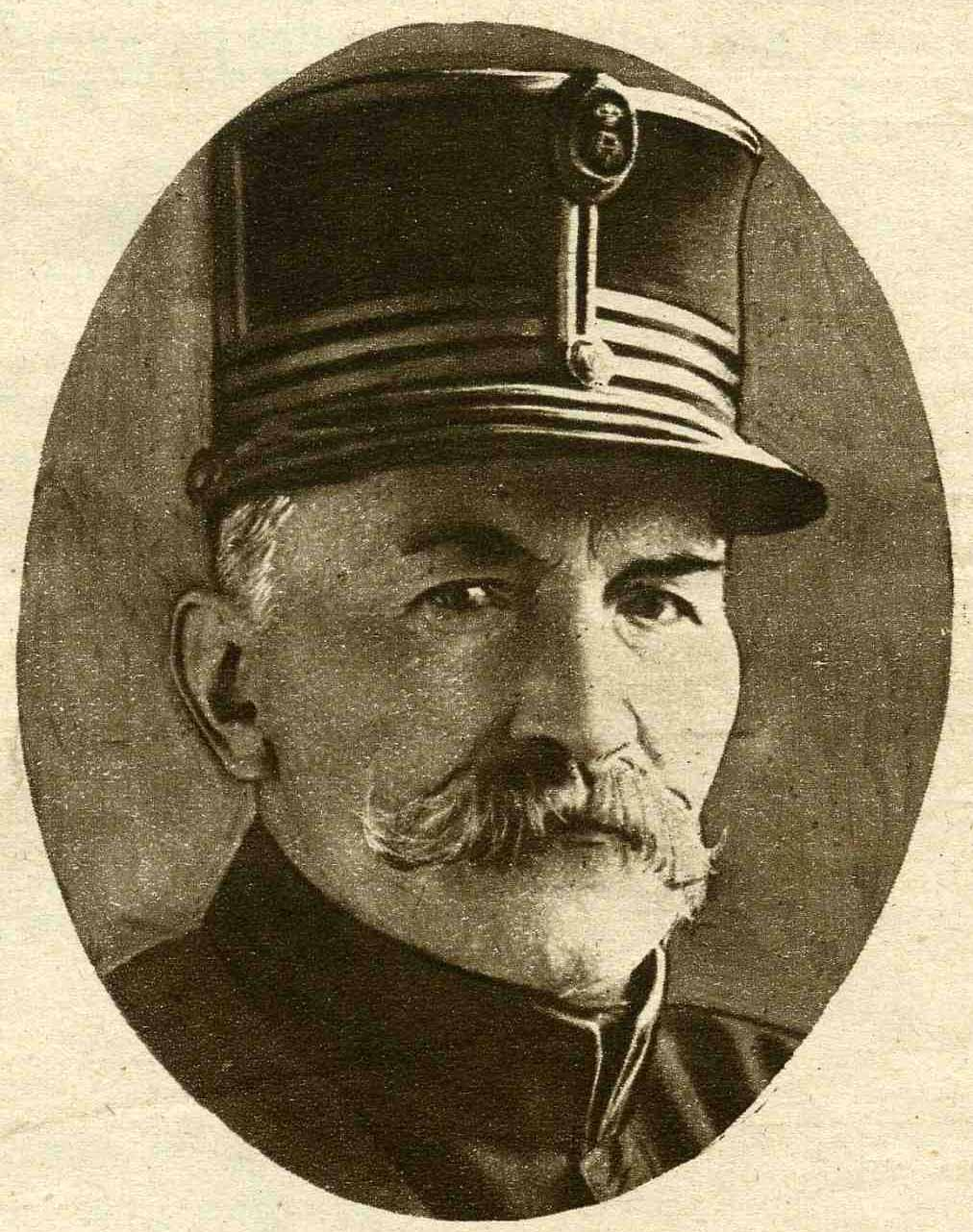
Generaal Gérard Leman de commandant van de vesting Luik

Op 5 augustus om 22.00 uur heropende de troepenmacht van generaal Otto von Emmich de aanval met een beschieting door veldartillerie, gevolgd door een stormloop, op de oostelijkste forten van Luik. De aanval werd met zeer grote verliezen aan Duitse zijde afgeslagen. De Duitse 38ste en 43ste brigade probeerden in het zuiden tussen Boncelles en de Ourthe door te breken. De Duitse 34ste brigade zag de kans de Maas over te steken bij een ondiepte bij het plaatsje Lieze (Lixhe) ten noorden van Visé op nog geen kilometer van de Nederlandse grens. Luitenant-generaal Gérard Leman trok zich met zijn hoofdkwartier terug in het Fort Loncin.
Op 11 en 12 augustus werd zwaar belegeringsgeschut aangevoerd en in stelling gebracht: houwitsers met een kaliber van 420 mm, bijgenaamd Dikke Bertha, ontworpen en gebouwd op vraag van de Duitse Generale staf om forten te vernietigen. De forten werden door de belegeringsartillerie, buiten bereik van de artilleriestukken in de vesting, systematisch een na één tot puin herleid. Op 16 augustus was de rol van de vesting Luik uitgespeeld.
De weerstand van Luik verstoorde het strikte tijdschema voor de opmars van het Schlieffenplan. Hoe belangrijk die verstoring was voor het verder verloop van de oorlog is het onderwerp van verschillende visies. In elk geval was het morele effect overweldigend en dat niet alleen bij de Belgen en de geallieerden. In het Duitse leger kon men niet verhelen dat het Belgische obstakel hoe dan ook enigszins aan het geplande sacrosancte elan van de veldtocht afbreuk had gedaan.

### Slag bij Halen of de Slag der Zilveren Helmen (12 augustus)

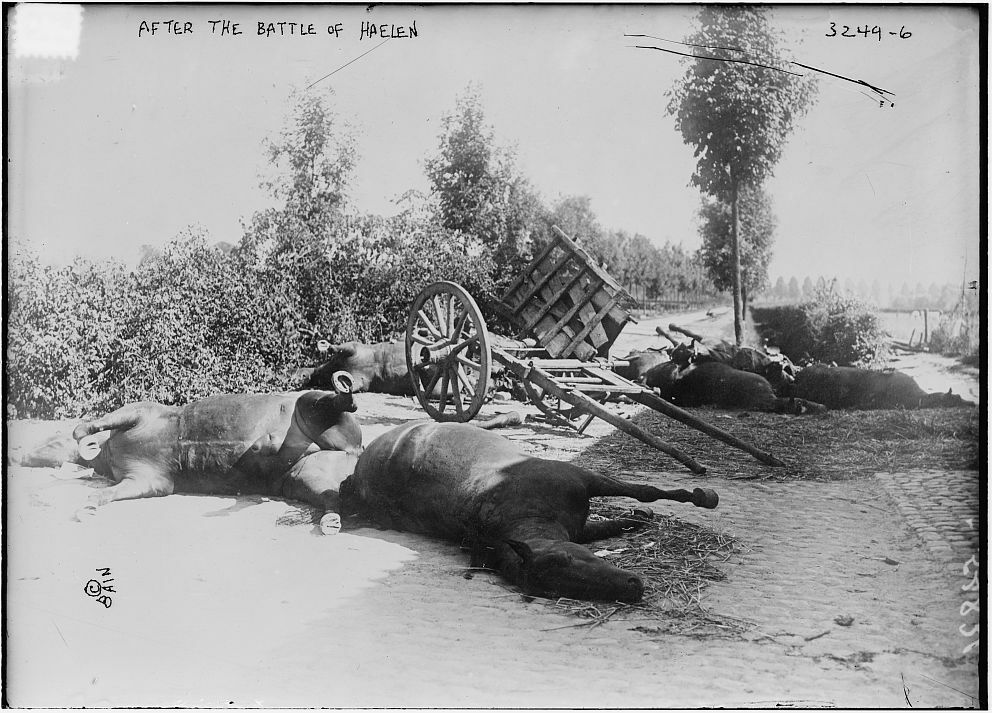
Na de slag bij Halen

Op 6 augustus werd de 3de Divisie teruggetrokken uit Luik om stelling te nemen met de rest van het veldleger achter de Gete, zowat 40 kilometer ten westen van Luik. De noordzuid georiënteerde Getelinie, zuidwaarts verlengd tot Namen, beveiligde de weg naar Antwerpen en sloot de weg af voor het 1ste Duitse leger. Op de Getelinie wachtte het Belgische leger vruchteloos op hulp van de beloofde Franse troepen.
Rond 10 augustus verschenen Duitse verkennende cavaleristen voor de Belgische linies.
Op 12 augustus begon de slag met een aanval door zes Duitse cavalerieregimenten en twee jagerbataljons op de stelling bezet door 2400 Belgische cavaleristen en 430 karabiniers-wielrijders, gesteund door twaalf kanonnen. De Belgische cavalerie was afgestegen en vocht te voet. Ze maaiden de Duitse cavaleriecharges de een na de andere neer maar moesten uiteindelijk wijken voor het numeriek overwicht. De aankomst op het slagveld van de 4de Gemengde Brigade met drie batterijen veldartillerie, na een spoedmars, bezegelde de Belgische overwinning.
Het slagveld was bezaaid met de zilverkleurige helmen van Duitse cavaleristen. Vandaar de naam Slag der Zilveren Helmen. Het zou de laatste keer zijn dat het Duitse leger tijdens de bewegingsfase van deze oorlog de cavalerie liet chargeren.

### Terugtocht naar Antwerpen (vanaf 18 augustus)
De Slag bij Halen had het verkennende Duitse 2de cavaleriekorps ernstige verliezen toegebracht, maar de opmars van de Duitse legers niet gestopt. 500.000 man van het 1ste en 2de Duitse leger waren de Maas overgestoken en rukten nu ten noorden van de Maas en tussen Samber en Maas verder op richting west. Franse hulp bleef nog altijd uit. Het Belgische leger stond alleen tegenover een overmacht. Ter plaatse blijven en slag aanvaarden zou er voor het veldleger op neerkomen enorme verliezen te lijden en wellicht afgesneden te worden van Antwerpen.
Op 18 augustus besliste de koning het veldleger terug te trekken binnen de fortengordel van de vesting Antwerpen. Daar, in het nationaal reduit, zou het wachten op de hulp van Engeland en Frankrijk, garanten van de Belgische neutraliteit. Aan de Getelinie van Hoegaarden tot Diest kwam het aan de Belgische voorposten tot zware confrontaties met de aanvallende Duitse infanterieregimenten van de Duitse 1ste Armee. Met nog 70.000 man kwam het Belgische veldleger aan in Antwerpen, waar 60.000 man vestingtroepen klaar stonden, om de vesting te verdedigen. Groot-Brittannië stuurde een “Naval division” bestaande uit een brigade mariniers en twee brigades Navy vrijwilligers (2000 manschappen) om de Belgen bij te staan.
Na de val van de Naamse forten tussen 21 en 24 augustus waren ook de onderdelen van de Belgische 4de divisie die hadden deelgenomen aan de verdediging van Namen, op 2 september teruggetrokken naar Antwerpen om zich daar bij de rest van het leger te voegen.

### Ondertussen

#### De Slag aan de Grenzen (23 — 24 augustus)
De Slag aan de Grenzen is een serie veldslagen tussen Franse en Duitse legers, in de regio ten noorden van Metz, de Ardennen, en bij Charleroi en Bergen (Mons).
Terwijl het 3de Duitse Legerkorps, 60.000 man, ingezet werd om Antwerpen te bewaken zwenkten het Duitse 1ste, 2de en 3de Leger in uitvoering van het Schlieffenplan naar het zuiden en rukten verder op naar de Belgische-Franse grens. Tijdens die opmars werd op 20 augustus Brussel bezet door het Duitse 4de Legerkorps onder generaal Sixt von Arnim. Op 23 augustus stuitten ze op weerstand aan de Frans-Belgische grens tussen de Maas en de Samber en ten westen van de Samber. De Fransen hadden daar het 5de Leger kunnen herontplooien en het Britse Expeditiecorps was er op 22 augustus in stelling gegaan in de omgeving van Bergen, front naar het noorden.
Op 24 augustus deed het Belgische Leger vanuit de vesting Antwerpen een uitval tegen de achterste elementen van de Duitse rechtervleugel om de druk op de Britse en Franse linkervleugel te verzwakken.
Het treffen tussen de Duitse en Frans-Britse strijdkrachten, de Slag bij Bergen en Charleroi, eindigde met een beslissing tot een algemene terugtocht van het 3de, 4de en 5de Franse leger en het Britse expeditiekorps: de Grote Terugtocht.

#### De Grote Terugtocht (27 augustus) en de Slag aan de Marne
De Grote Terugtocht eindigde ten zuiden van de Marne. Daar werd slag geleverd tussen de teruggeweken Franse en Britse strijdkrachten en de achtervolgende Duitse legers: de Slag aan de Marne (5-12 september). De Slag aan de Marne eindigde met de terugtocht van de Duitse legers. Het Schlieffenplan was op een mislukking uitgedraaid.

#### De Koers naar de Zee (19 september — 22 november 1914)
De Duitse legers trokken terug naar het noorden tot achter de Aisne. Daar kregen ze de tijd om een sterke defensieve stelling te organiseren. De Fransen trachtten vergeefs hen te omvatten op de open westflank (Eerste Slag bij de Aisne, 13-28 september) omdat de Duitsers hun ondoordringbare stellingen wisten uit te breiden naar het westen. Vervolgens poogden beide tegenstanders keer om keer vergeefs elkaar te omvatten op de open flank. Zo ontwikkelden zich een reeks veldslagen gekend als de Koers naar de Zee waardoor een ondoordringbare lijn van loopgraven ontstond die zich gaandeweg uitstrekte naar het noorden, in de richting van de Noordzeekust.

### De vesting Antwerpen

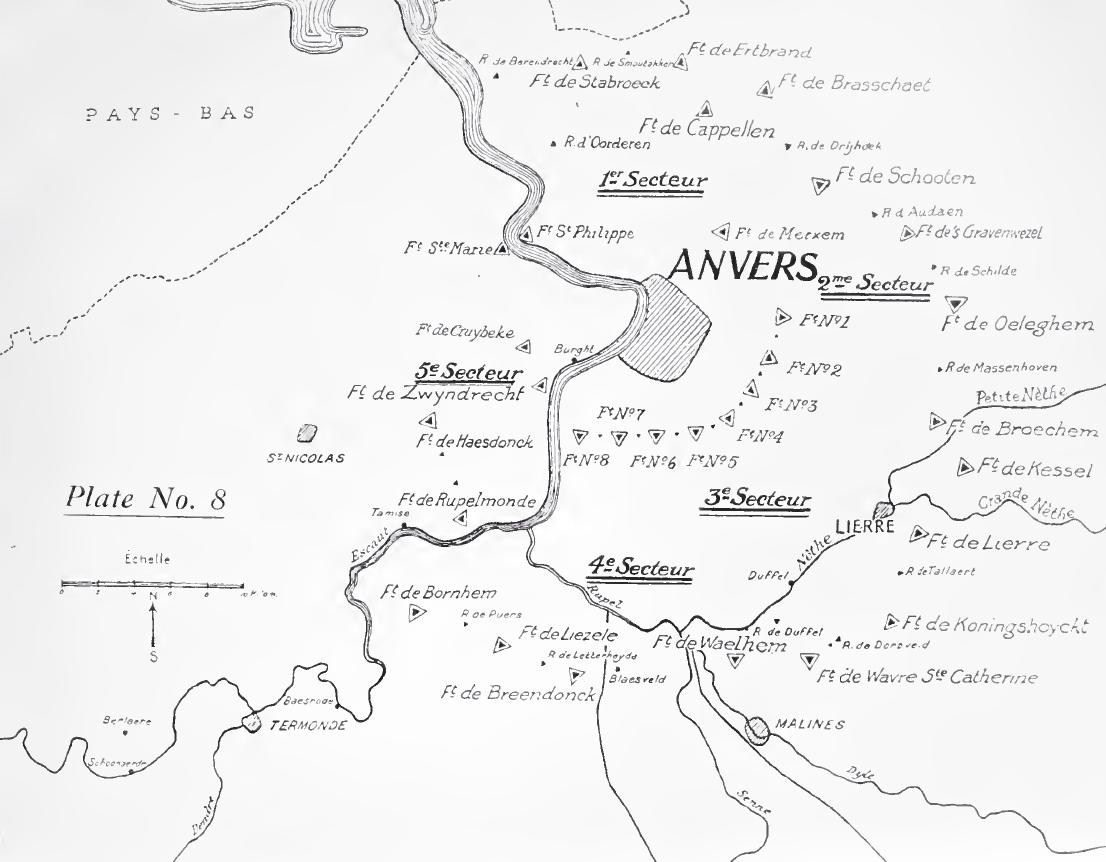
Het nationaal reduit Antwerpen

De vesting Antwerpen was een allround defensieve stelling, te paard op de Schelde, met een doorsnee van 20 tot 40 kilometer. Deze defensieve stelling bestond uit een oudere binnenste en een recentere buitenste gordel van forten en schansen met inundaties op de linkeroever van de Schelde en langs de Rupel en de Nete.
Op 24 augustus, tijdens de Slag aan de Grenzen, werd een uitval gelanceerd richting Mechelen. Als gevolg daarvan zag het Duitse opperbevel zich verplicht enige eenheden van de marcherende vleugel in België achter te laten om het effectief voor Antwerpen te verdubbelen. Op 9 september, de cruciale dag van de Slag aan de Marne lanceerde koning Albert, weer op eigen initiatief en blijk gevend van strategisch doorzicht, een tweede uitval. De Belgen werden snel terug geslagen maar de uitval had niettemin een uitgesproken morele weerslag op het Duitse commando.
Op 25 september kwam een Frans gezant koning Albert oproepen tot een derde uitval. De koning weigerde. Het Belgische leger kon niet meer.
Dezelfde dag werden vanuit een Duitse zeppelin negen bommen gedropt op de Antwerpse binnenstad. De ontploffingen maakten verschillende doden en gewonden. De dag erna gaven de plaatselijke overheden het bevel 's nachts en 's avonds alle lichten te doven.

### Beleg van Antwerpen (28 september)
Eind september gaven de Duitsers er zich ten langenleste rekenschap van dat Antwerpen een ernstige bedreiging was voor hun flank en in de rug. Vooraleer de opmars richting zuid te hernemen, moest Antwerpen, een vesting en een haven voor een mogelijke ontscheping van de Britten, uitgeschakeld worden. Het Duitse opperbevel vormde een belegeringsgroepering van 120.000 manschappen onder bevel van Hans von Beseler. Ze zouden aanvallen tussen Lier en Mechelen.
Op 28 september begon het beleg van Antwerpen met een zware beschieting door de Duitse 420 mm en 305 mm artillerie. Op 29 september 1914 kwam een Duitse granaat in het munitiemagazijn van het Fort van Walem terecht waardoor het fort in de lucht vloog. Na 30 uur beschietingen moest ook het Fort Sint-Katelijne-Waver verlaten worden. Britse versterkingen kwamen toe op 3 oktober, maar maakten het verschil niet en de Belgen moesten terugplooien op de Nete. Op 5 oktober konden de Duitsers de Nete bij Lier oversteken. Op 6 oktober ’s morgens moesten de verdedigers zich terugtrekken naar de binnenste fortengordel. De Duitsers konden dan hun kanonnen op schootsafstand van de binnenstad opstellen en dreigden die onder vuur te nemen. De inwoners ontvluchtten de stad richting Nederland en Frankrijk of probeerden via Oostende Groot-Brittannië te bereiken.
Verder weerstand bieden was nutteloos. Bovendien dreigden het Belgische leger en de Britse versterkingen in Antwerpen geïsoleerd achter te blijven wanneer het zich steeds verder uitstrekkende front de Noordzeekust zou bereiken. Laat in de middag van 6 oktober kreeg het veldleger bevel zich via het Waasland terug te trekken. De vestingtroepen kregen de onduidelijke order de aftocht te dekken en werden verder aan hun lot overgelaten.
Op 10 oktober bood de burgemeester de capitulatie aan. De stad gaf zich over. Generaal Ernst von Hoyningen, genannt Huene werd de Duitse militaire gouverneur van de stad.

### Aftocht uit Antwerpen (9 oktober)

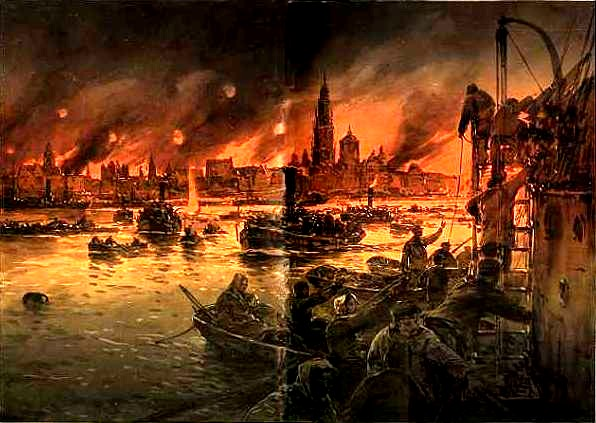
Een Duits schilderwerk van de aftocht uit Antwerpen over de Schelde

De Belgische en Engelse autoriteiten beslisten gezamenlijk dat het Belgische Veldleger en de Britse troepen de vesting zouden verlaten. Een deel van de enorme voorraden en 20.000 gekwetsten waren al vanaf 30 september per trein geëvacueerd.
Resterende voorraden werden vernietigd en niet-vernielde forten opgeblazen. Onder dekking van de nacht trokken de Belgen en de Britten over drie noodbruggen over de Schelde naar het Waasland. Duitse troepen probeerden stroomopwaarts van Antwerpen, bij Dendermonde, de Schelde over te steken om de vesting van die kant uit aan te pakken of de terugtrekkende Belgen en Britten in de flank te raken. Ze werden er op 10 oktober gestopt door troepen die Antwerpen verlaten hadden. Zowat 33.000 Belgische soldaten, vooral vestingtroepen, trokken naar Nederland om krijgsgevangenschap te vermijden. Ze werden er ontwapend en geïnterneerd.
Ondertussen waren Britse troepen, de 7de Infanteriedivisie en de 3de Cavaleriedivisie onder bevel van generaal Henry Rawlinson ontscheept in Oostende en Zeebrugge om langs het land Antwerpen te ontzetten. Ze zouden nooit tot die actie kunnen overgaan.
Wanneer duidelijk werd dat Antwerpen ontzetten uitgesloten was, besliste koning Albert het Belgische Leger verder terug te trekken tot de uiterste Westhoek van België, de streek tussen de IJzer en de Franse grens. De aftocht van het Belgische leger verliep langs de weg en per trein. De Britse infanterie- en cavaleriedivisies, de Belgische cavalerie en de Franse marinefuseliers die naar Gent waren gestuurd met het oog op het ontzetten van Antwerpen, dekten de terugtocht.
Wat nog van het Belgische leger overbleef, bereikte op 14 oktober de Westhoek.

### De Slag aan de IJzer (18 oktober)
De volgende dagen stelde het Belgische leger zich op achter de IJzer en de Ieperlee tot Boezinge, een front van ongeveer achtendertig kilometer. Op 18 oktober losten Franse divisies de Belgen aan de Ieperlee af waardoor het Belgische front herleid werd tot achtentwintig kilometer.
Het Belgische leger telde nog 75.000 man. De manschappen waren uitgeput door de lange marsen, de gevechten, de tegenaanvallen en de haperende bevoorrading. Munitie was erg schaars. Het leger had nog 184 mitrailleurs, 306 artilleriestukken waaronder 278 75mm-kanonnen en veertien 150mm-houwitsers. Een Brits eskader op de Noordzee met boordgeschut met een dracht van 32 kilometer was klaar om vuursteun te leveren.
Vanaf de 18de oktober ontketende het 4de Duitse Leger het offensief. Het 4de Leger bestond uit eenheden van de reserve en de divisies en de zware artillerie die Antwerpen belegerd hadden. Aanvankelijk telde dat leger vijf en weldra zeven divisies, 60.000 tot 85.000 manschappen. Het doel was de kanaalhavens te veroveren om de verbindingen tussen het continent en Brittannië te verstoren.
De Belgische voorposten op de rechteroever van de IJzer moesten snel opgegeven worden. Op 21 oktober werd met de hulp van een schipper, Hendrik Geeraert, op de rechteroever van de IJzer een inundatie gesteld om de Duitse aanval af te remmen en het sluizencomplex van Nieuwpoort te beschermen.
Op 22 oktober veroverden Duitse troepen een bruggenhoofd over de IJzer in de bocht van Tervate en op 24 oktober moesten de Belgen overal de linkeroever van de IJzer opgeven. Op 26 oktober trok het Belgische leger terug tot de spoorweg Nieuwpoort-Diksmuide. De troepen zagen er deerniswekkend uit: hongerig, onder de modder, ongewassen, ongeschoren, kapotte kledij, ziek.
Vanaf 13 oktober had kapitein-commandant Nuyten geholpen door Karel Cogge de mogelijkheden tot inundatie bestudeerd. Op 28 en 29 oktober en de volgende nachten werden in Nieuwpoort een buiten gebruik gesteld sas en enkele verlaten opengezet om de vlakte tussen de IJzer en de spoorwegberm Nieuwpoort-Diksmuide te inunderen.
Op 30 oktober hernamen de Duitsers de aanval. Ze veroverden Ramskapelle en Pervijze aan de overkant van de spoorweg. Maar, tegen de avond had het water de vlakte bedekt en de Duitse troepen moesten zich terugtrekken. De Slag aan de IJzer was beslist. De stad Diksmuide werd pas op 10 november opgegeven. Ten koste van zware verliezen hadden 6.000 Franse marinefuseliers en een Belgische Gemengde Brigade de stad gehouden als een bruggenhoofd en aanvalsstelling voor een Frans offensief dat daar nooit van start zou gaan.

### De Eerste Slag bij Ieper (21 oktober)
De Britten hadden vanaf 14 oktober 1914 defensieve posities ingenomen ten noorden van Ieper. De Eerste Slag bij Ieper begon op 21 oktober 1914 met de Slag bij Langemark. Deze slag zou aanleiding worden tot de mythe van de Duitse studenten die al zingend sneuvelden onder het vuur van de Britse beroepssoldaten.
Op 31 oktober 1914 moesten de Britten zich terugtrekken tot ter hoogte van Zillebeke en op
1 november 1914 vielen de Duitsers opnieuw aan vanuit Menen in het zuidoosten. Ze waren met 18.000 manschappen duidelijk in de meerderheid, maar konden de 8.000 Britten die hun de toegang tot Ieper ontzegden niet verslaan. De volgende dag viel de eerste sneeuw over het front. De manschappen groeven zich in en bereidden zich voor op de komende winter.
Het Duitse oppercommando besliste op 22 november 1914 het offensief te staken. De Eerste Slag bij Ieper was gestreden.

### Het einde van de opmars (22 november)
De Slag aan de IJzer en de Eerste Slag bij Ieper vormen twee luiken van één en dezelfde beslissende fase van de Eerste Wereldoorlog. De opmars van het Duitse 4de Leger werd gestopt door de Belgische inundatie van de IJzervlakte en door het vuur van de Britse verdedigers bij Ieper. Beide slagen samen zijn gekend als "The First Battle of Flanders", “La première bataille des Flandres” en als "Erste Flandernslacht".
In beide slagen boekten de verdedigers een tactisch succes.
Beide slagen samen genomen waren een strategisch succes: de Duitse opmars door België was gestopt en de laatste opening tussen het vastgelopen front en de kust waarlangs de aanvaller nog had kunnen doorstoten naar het zuiden was afgesloten. De laatste kans om een beslissing af te dwingen en misschien nog iets van het Schlieffenplan te redden, was verkeken. Met De Slag aan de IJzer en de Eerste Slag bij Ieper kwam een einde aan de bewegingsoorlog. Het gestabiliseerde front strekte zich uit van Nieuwpoort tot Zwitserland. De loopgravenoorlog kon beginnen. Vier jaar zou het front grosso modo ongewijzigd blijven.

## Duitse oorlogsmisdaden tijdens de opmars
Tijdens de maanden augustus en september werden door de Duitse legers in totaal 5.500 Belgische burgers vermoord of standrechtelijk geëxecuteerd. Daarbij werden ook telkens het dorp of de stad waar deze slachtoffers woonden verwoest en in brand gestoken. Volgens Duitsland waren het gerechtvaardigde represailles als antwoord op de tussenkomst van Belgische franc-tireurs. Er waren geen franc-tireurs in België. Integendeel, de regering poogde van begin af aan burgers te weerhouden van zinloos en gevaarlijk verzet tegen de Duitse invasie. In besloten Duitse kring werd reeds tijdens de oorlog toegegeven dat er helemaal geen “Belgische volksguerrilla” was geweest.
Een van de vele factoren die het buitensporig gedrag van de Duitse troepen kan verklaren, is het onbegrip voor en de diepe ontgoocheling bij de Duitsers om de Belgische “stompzinnige” koppigheid en ondanks verschillende verzoeningsvoorstellen volgehouden weerstand.

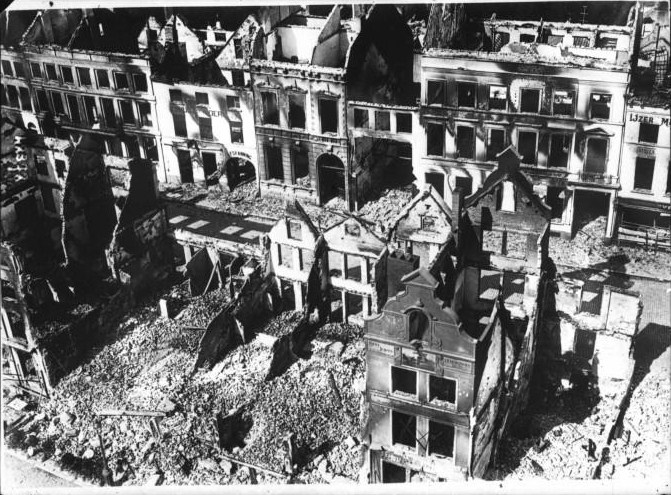
Dendermonde vernield

### Overzicht augustus – september
Het overzicht is niet volledig.

#### 4-16 augustus
- Wezet (Visé) – 38 inwoners werden standrechtelijk geëxecuteerd. Op 10 augustus werd de kerk in de as gelegd en op 15 augustus was het de beurt aan het stadhuis en bijna 600 huizen en gebouwen. Voor zover bekend werden 631 mannen gedeporteerd naar Duitsland.

#### 4-18 augustus
- Herve – 38 personen werden vermoord en meer dan 300 huizen en gebouwen werden vernietigd.[39]

#### 5 augustus
- Berneau en Soumagne – 118 burgers werden vermoord.

#### 6 augustus
- Battice – 33 personen werden vermoord en 147 huizen vernietigd.
- Blegny – 19 personen werden vermoord en 40 huizen vernietigd.
- Esneux – 20 personen werden vermoord en 25 huizen vernietigd.
- Hermée – 11 personen werden vermoord en 11 huizen vernietigd.
- Lincé – 33 personen werden vermoord en 52 huizen vernietigd.
- Magnée – 17 personen werden vermoord en 14 huizen vernietigd.
- Moelingen (Mouland) – 4 personen werden vermoord en 73 van de 173 huizen in de as gelegd.
- Retinne – 40 personen werden vermoord en 18 huizen vernietigd.
- Romsée – 27 personen werden vermoord en 40 huizen vernietigd.
- Weerst (Warsage) – meer dan 10 personen werden vermoord en 25 huizen gingen in vlammen op.

#### 7 augustus
- Herstal – 27 personen werden vermoord en 10 huizen vernietigd.
- Lieze (Lixhe) – 11 personen werden vermoord en 11 huizen vernietigd.
- Louveigné – 28 personen werden vermoord en 77 huizen vernietigd.

#### 8 augustus
- Baelen – 16 personen werden vermoord en 10 huizen vernietigd.
- Francorchamps – 14 personen werden vermoord en 25 huizen vernietigd.
- Melen – In vier dagen tijd werden er 108 personen vermoord en 60 huizen vernietigd. De Duitse generaals Otto von Emmich en Erich Ludendorff waren in het dorp tijdens de acties.

#### 9 augustus
- Sint-Truiden – 20 personen werden vermoord en een onbekend aantal huizen werd vernietigd.

#### 10 augustus
- Linsmeau – 18 personen werden vermoord en 7 huizen vernietigd.

#### 13 augustus
- Hermée – De gehele bevolking van het op 6 augustus al zwaar getroffen dorp wordt verdreven naar Milmort, het dorp wordt volledig in de as gelegd, terwijl de dorpelingen onderweg naar Milmort gedwongen worden op afstand toe te kijken. Milmort wordt op 15 augustus geplunderd.[40]

#### 14 augustus
- Barchon – 32 personen werden vermoord en ongeveer 100 huizen en gebouwen vernietigd.

#### 15 augustus
- Wandre – 31 personen werden vermoord en 15 huizen vernietigd.

#### 18 augustus
- Haccourt – 16 personen werden vermoord en 80 huizen vernietigd.
- Heure-le-Romain – 28 personen werden vermoord en 83 huizen vernietigd.
- Tongeren – 14 personen werden vermoord en 25 huizen vernietigd.

#### 19 augustus
- Aarschot – Tijdens een schietpartij van in verwarring en paniek geraakte Duitse troepen wordt de officier[41] Johannes Stenger op het balkon van het huis van de burgemeester dodelijk getroffen door een afgeketste kogel. Als represaille voor ingebeelde franc-tireuracties werden 170 burgers geëxecuteerd.[42] Zie hiervoor het artikel Duitse represailles in Aarschot op 19 augustus 1914.

#### 20 augustus
- Érezée – 11 personen werden vermoord en 16 huizen vernietigd.
- Franc-Waret – meer dan 12 personen, onder wie enkele kinderen, werden vermoord.
- Somme-Leuze – 11 personen werden vermoord en 21 huizen vernietigd.

#### 21 augustus
- Andenne – Onder slagen van geweerkolven werden achthonderd mensen naar de Place des Tilleuls gedwongen, waar op een soort verhoging officieren een geïmproviseerd ‘proces’ leidden. Twee dagen na de komst van de Duitse troepen waren tweehonderd burgers doodgeschoten. De rest was gedeporteerd of gevlucht.[43][44]
- Arsimont – 13 personen werden vermoord en 126 huizen vernietigd.

#### 21-23 augustus
- Tamines – In Tamines bij Charleroi gebruikten de Duitsers 650 burgers als levend schild tegen de Franse kogels. Van hen stierven er 380, neergeschoten door Duitse machinegeweren, verdronken, of in het water doodgeschoten.[45]
- Dinant – 665 mensen werden in Dinant vermoord uit wraak voor de mislukte oversteek van de Maas.[46]

#### 22 augustus
- Farciennes – 20 personen werden vermoord en 146 huizen vernietigd.
- Monceau-sur-Sambre – 63 personen werden vermoord en 248 huizen vernietigd.
- Montignies-sur-Sambre – 35 personen werden vermoord en 103 huizen vernietigd.
- Mussy-la-Ville – 13 personen werden vermoord en 126 huizen vernietigd.
- Neufchâteau – 20 personen werden vermoord en 21 huizen vernietigd.
- Tintigny – 93 personen werden vermoord en 183 huizen vernietigd.
- Montignies-sur-Sambre – 35 personen werden vermoord en 103 huizen vernietigd.

#### 23 augustus
- Bièvre – 17 personen werden vermoord en 72 huizen vernietigd.
- Bouge – 18 personen werden vermoord en 48 huizen vernietigd.
- Èthe – 218 personen werden vermoord en 256 huizen vernietigd.
- Flénu – 12 personen werden vermoord en 12 huizen vernietigd.
- Hastière-par-delà – 19 personen werden vermoord.
- Nimy – 10 personen werden vermoord.
- Quaregnon – 66 personen werden vermoord en 137 huizen vernietigd.
- Saint-Léger – 6 personen werden vermoord en 6 huizen vernietigd.
- Ville-Pommerœul – 14 personen werden vermoord.
- Waulsort – 14 personen werden vermoord en 11 huizen vernietigd.

#### 24 augustus
- Bertrix – 11 personen werden vermoord en 4 huizen vernietigd.
- Hermeton-sur-Meuse – 20 personen werden vermoord en 161 huizen vernietigd.
- Houdemont – 11 personen werden vermoord en 68 huizen vernietigd.
- Izel – 20 personen werden vermoord en 161 huizen vernietigd.
- Latour – 71 personen werden vermoord.
- Offagne – 13 personen werden vermoord.

#### 25 augustus

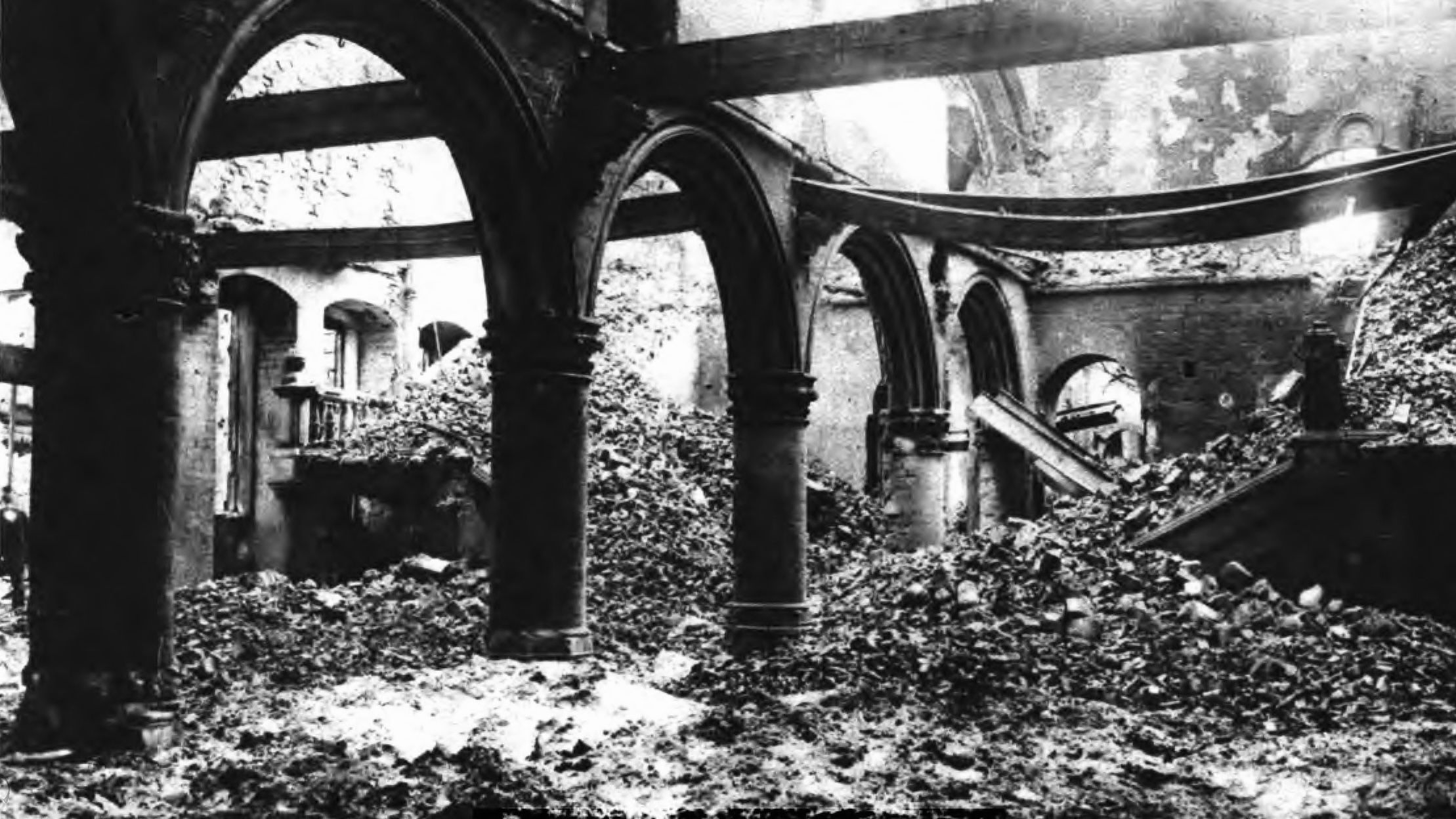
De Leuvense universiteitsbibliotheek

- Anthée – 13 personen werden vermoord en 71 huizen vernietigd.
- Leuven – Op 25 augustus brandden Duitse troepen de stad Leuven plat. Hierbij 218 kwamen burgers om. De eeuwenoude universiteitsbibliotheek ging volledig in vlammen op.
- Romedenne – 11 personen werden vermoord en 119 van de 198 huizen vernietigd.
- Surice – 69 mannen vrouwen en kinderen werden vermoord en 130 van de 138 huizen vernietigd.
- Zemst – In het dorpje Zemst op 5 km ten zuiden van Mechelen werden door de Duitse Uhlanen burgers vermoord en mishandeld en de huizen in brand gestoken.[47] Zie hiervoor het artikel Gruweldaden te Zemst in 1914.

#### 26 augustus
- Dourbes – 3 personen werden vermoord.
- Frasnes-lez-Couvin – 10 personen werden vermoord en 145 huizen vernietigd.

#### 5 september
- Dendermonde – De helft van de huizen in Dendermonde werd door brand volledig verwoest. Er stonden geen gebouwen meer overeind behalve de hoekhuizen, het Vleeshuis op de Grote Markt en de gotische Onze-Lieve-Vrouwekerk. Het stadsarchief ging volledig verloren.

#### 12 september en daarna
- Aalst was een van de minder getroffen plaatsen. Er werden “maar” dertig burgers omgebracht.

## De loopgravenoorlog in België
Na de opmars en het vastlopen van de fronten probeerden de tegenstanders keer op keer vergeefs het vijandelijke front te doorbreken. In massa aanvallende onbeschermde troepen werden gestopt door het artillerie- en mitrailleurvuur van de ingegraven verdedigers. Koning Albert weigerde steeds Belgische troepen te laten deelnemen aan die aanvallen. Op Belgisch grondgebied werden na de eerste nog een tweede, een derde en een vierde Slag bij Ieper gestreden.

### De Tweede Slag bij Ieper (april 1915)
De Tweede Slag om Ieper ging op 17 april 1915 van start, met de ontploffing van mijnladingen onder de Duitse stellingen op Hill 60. Tijdens deze slag werd kennisgemaakt met een nieuw wapen: chloorgas (22 april 1915). De Tweede Slag bij Ieper kostte de Britten en Canadezen 59.000 gesneuvelden, gewonden en vermisten.

### De strijd om Mont Sorrel (juni 1916)
De Duitsers zetten op 2 juni 1916 vanuit hun stellingen op Hill 60 een groot offensief in: de Strijd om Mont Sorrel. Het leverde hen aanvankelijk veel winst, maar die moesten ze deels prijsgeven bij hevige Canadese tegenaanvallen.

### De Derde Slag bij Ieper (juli 1917)
De Derde Slag bij Ieper van 13 juli tot 10 november 1917 verliep als een reeks van lokale gevechten met als laatste de Slag om Passendale. In deze slagen stonden bijna één miljoen manschappen tegenover elkaar. De Britten vuurden 4,3 miljoen granaten af, samen 107.000 ton. Het Brits Imperium telde 245.000 doden, gewonden en vermisten.

### De Vierde Slag bij Ieper (9-30 april 1918)
De Vierde Slag bij Ieper, ook Slag aan de Leie geheten, was het gevolg van de Duitse lenteoffensieven, ultieme pogingen om de krijgskansen te doen keren na het wegvallen van het Oostfront. Op 17 april brachten de Belgen de aanval bij Merkem tot staan. Ze namen 789 Duitsers gevangen.

### Tunneloorlog en mijnen
Op 18 juli 1915 werd door de Britse 175° Tunneling Company Royal Engineers een ondergrondse mijn van 1.750 kilo ammonal onder de Duitse uitkijkpost in 't Hooge tot ontploffing gebracht. Er ontstond een zestien meter diepe krater met een diameter van veertig meter. Het 4de Middelsex (8ste Brigade van de 3de Divisie) nam de krater onmiddellijk in. Maar op 30 juli 1915 moesten ze de krater vrijgeven omdat ze door de Duitsers met vlammenwerpers werden bestookt.
Op 7 juni 1917 ontploften negentien dieptemijnen onder 21 Duitse stellingen op de heuvelrug van Mesen. De dieptemijnen waren geplaatst als voorbereiding op een groot offensief, gepland door de Britse veldmaarschalk sir Douglas Haig, om de Duitse linies tussen de Noordzee en de Leie te doorbreken. Het Britse 2de leger onder generaal sir Herbert Plumer voerde de uiteindelijke aanval uit en veroverde de heuvel ten koste van 17.000 manschappen. De Duitsers verloren 25.000 manschappen.

### Bestanden
Tijdens de stellingoorlog gebeurde het op verschillende plaatsen aan het front dat Belgische, Britse en Franse soldaten met Duitse soldaten verbroederden. Het bekendste voorbeeld van een dergelijk bestand in België vond plaats rond Kerstmis 1914. Een gouden monstrans werd op de dichtgevroren IJzer ter hoogte van Diksmuide door de Duitsers overhandigd aan de Belgen. Ook in de jaren nadien deden zich aan het Belgische front gevallen voor van plaatselijke en tijdelijke stilzwijgende staakt-het-vurenovereenkomsten.

## De bezetting
Volgens het Schlieffenplan hadden de Duitse troepen gewoon door België moeten trekken en het Franse leger in Frankrijk uitschakelen. De krijgskansen leidden er evenwel toe dat het grootste deel van België vier jaar lang bezet werd. Alleen het niet bezette uiterste zuidwesten van België, de Westhoek, bleef onder nationale controle.
Een deel van het bezette land, het zogenaamde “Okkupationsgebiet” of “Gouvernement-general” viel onder het gezag van een gouverneur-generaal, Moritz Freiherr von Bissing, die alleen aan de keizer verantwoording verschuldigd was. In het landsgedeelte dicht achter het front, het zogenaamde “Operations- und Etappengebiet”, had de militaire bevelhebber alle macht.
Aanvankelijk was het beleid van de bezetter gericht op het oorlogsdoel op lange termijn, België herleiden tot een protectoraat, en werd de bevolking ietwat ontzien. Na de feitelijke politieke machtsovername door het duo Hindenburg – Ludendorff in 1916 werd een nietsontziend beleid gevoerd, in het teken van het direct militair nut.
De bezetter plunderde op grote en kleine schaal. De machines in de fabrieken werden opgeëist en verkocht aan ondernemingen in Duitsland. Paarden, trekossen, karren, koetsen, wol, kolen, metalen werden genaast. Alles wat koper was werd gevorderd, van deurklinken tot kerkklokken. In totaal werden 120.000 werklui opgeëist en als dwangarbeiders ingezet in de Duitse industrie en bij de bouw van veldversterkingen aan het front, binnen bereik van geallieerd artillerievuur.
De bevolking ontsnapte ternauwernood aan een hongersnood, dankzij Amerikaanse voedseltransporten. De wil tot weerstand wankelde bijwijlen maar bleef uiteindelijk sterk. Een ondergrondse pers zag het licht. De magistratuur wist haar onafhankelijkheid te bewaren. Kardinaal Mercier ontkende openlijk de wettelijkheid van het Duitse gezag.

### Het geallieerde eindoffensief (september 1918)
Gebruikmakend van hun numeriek overwicht na het wegvallen van het oostfront, startten de Duitsers in maart 1918 andermaal een offensief. Aanvankelijk boekte het lenteoffensief succes. De troepen waren echter aan het eind van hun mogelijkheden. Het offensief liep in de modder en bloed vast op een muur van frisse Amerikanen. Vanaf augustus lag het initiatief bij de geallieerden. Over het hele front verspreid werden vanaf 26 september drie dagen na elkaar op drie plaatsen aanvallen ingezet. In het noorden viel op 28 september de Legergroep Vlaanderen aan richting Brussel. De legergroep bestond uit het Belgische Leger, het 2de Britse Leger, het 2de Franse Cavaleriekorps, drie Franse Legerkorpsen en twee Amerikaanse Divisies. De legergroep stond onder het opperbevel van koning Albert, met als stafchef de Franse generaal Jean-Marie Degoutte.
De vooruitgeschoven Duitse stelling viel de eerste dag van de aanval. Op 14 oktober werd, na het moeizaam bijtrekken van de artillerie, de aanval hernomen. Op 15 oktober begon de Duitse aftocht tot aan het afleidingskanaal en de Leie. Daar werd op 31 oktober slag geleverd. De aanval werd hernomen en leidde tot de Slag aan de Schelde. Op 1 november liep het front over Gent, Geraardsbergen, Bergen, Chimay. De militaire weerstand en het Duitse Rijk in zijn geheel stortten volledig in elkaar.

### Wapenstilstand
De wapenstilstand ging in op maandag 11 november 1918, om 11 uur 's ochtends. Aan alle geallieerde offensieven kwam een eind. De Duitsers marcheerden af richting Duitsland.